# 2004 Lexell
Lexell (asteroide 2004) é um asteroide da cintura principal, a 1,9992246 UA. Possui uma excentricidade de 0,0795345 e um período orbital de 1 169,17 dias (3,2 anos).
Lexell tem uma velocidade orbital média de 20,20997149 km/s e uma inclinação de 2,5001º.
Esse asteroide foi descoberto em 22 de Setembro de 1973 por Nikolai Chernykh.